# Соанъярви
Со́анъя́рви (фин. Soanjärvi) — озеро на территории Лоймольского сельского поселения Суоярвского района Республики Карелия.

## Общие сведения
Площадь озера — 1 км². Располагается на высоте 144,9 метров над уровнем моря.
Форма озера лопастная, продолговатая: вытянуто с севера на юг. Берега каменисто-песчаные, местами заболоченные.
В северную оконечность озера втекает ручей, берущий начало из озера Пертинъярви.
Из южной оконечности озера вытекает река Соанйоки.
С запада от озера проходит грунтовая дорога местного значения без наименования.
Населённые пункты возле озера отсутствуют. Ближайший — посёлок Соанлахти — расположен в 11 км к ЮЮЗ от озера.
Код объекта в государственном водном реестре — 01040300211102000013438.